# 浅草溜
浅草溜（あさくさだめ）は、江戸、浅草にあった、牢内で重病になった者、15歳未満の者などを収容した施設。品川にも同様の施設があった。

## 概略
象形町の西、浅草寺から田畑を経て日本堤にいたる路辺にあった。
貞享4年3月、北条安房守が悪党2人を非人頭にあずけ、5月、甲斐庄飛騨守が罪人をあずけたことにはじまり、非人小屋に罪人をあずけおくのが増えたので、元禄12年7月、畑地に2棟の長屋をたてて溜とし、惣板敷きに畳をしき、竈をおいて煮炊きを自由にさせ、病囚、幼囚を収容し、非人頭の車善七がこれを管した。
溜内は上座、下座をへだてず、朝夕の食事は重病者には粥をだした。
溜上番人は毎日、夕七つ時溜内にはいって状態を検した。
薬用は囚人の家から煎じとどけるさだめで、したがって上番人は宿の者と顔見知りとなるから、囚人が宿々へ内通がましいことをしないおきてがあった。